# مختبر أرجون الوطني

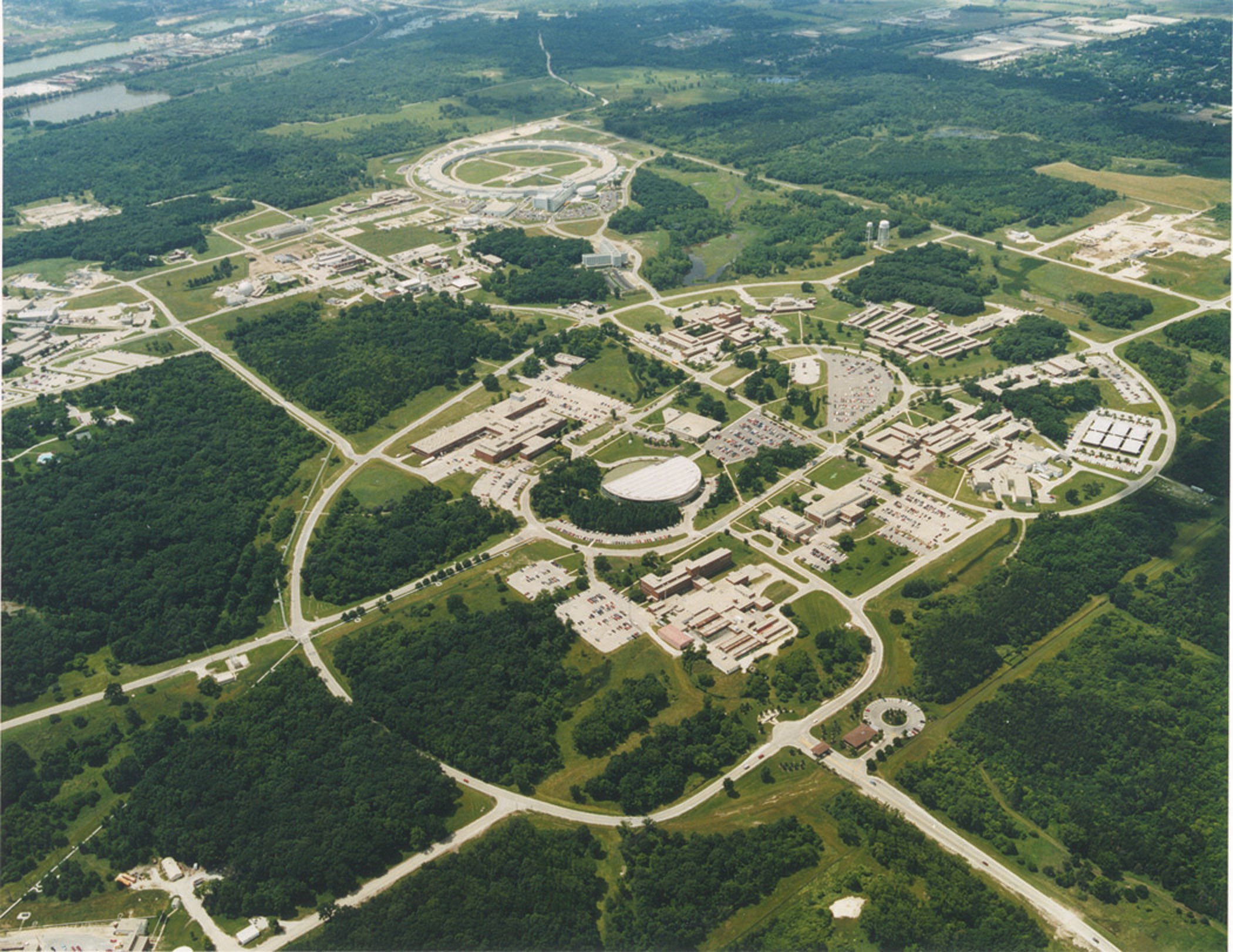
صورة جوية لمختبر أرجون الوطني

مختبر أرجون الوطني هو أحد أكبر وأقدم مختبرات العلوم والهندسة التابعة لوزارة الطاقة الأمريكية، كما أنه أكبر مختبر أبحاث من حيث الحجم في الغرب الأوسط. يمتد المختبر على مساحة 1700 فدان (6.9 كم مربع). يقع المختبر على بعد 40 كيلومتراً جنوب غرب شيكاغو، إلينوي.

## التأسيس
عند تأسيس المختبر عرف باسم مختبر جامعة شيكاغو لعلم المعادن. وقد كان المختبر جزءاً من مشروع مانهاتن، وهو المشروع الذي بنى أول قنبلة ذرية في أمريكا والعالم.

## عمله
يركز المختبر عمله عدة مجالات، منها البحث العلمي الأساسي، بغية فهم الفيزياء والحياة والعلوم البيئية. كما يوفر المختبر منشآت للقيام بالأبحاث لصالح الشركات والجامعات، أي أنها توفر على هؤلاء تكاليف إنشاء مختبرات عملاقة خاصة بهم. كما يعتبر المختبر بمثابة مركز هام لدراسة وتطوير وتقويم تكنولوجيات الطاقة. ويلعب المختبر دوراً في تطوير حلول لمشاكل بيئية بعينها. يضاف إلى ما سبق، أن المختبر يساهم في الأمن القومي الأمريكي عبر تقديم خبرته فيما يتعلق بدورة الوقود النووي وتحليل النظم وتطوير معدات عالية الحساسية لرصد المخاطر الإشعاعية والكيميائية والحيوية.

## دور المختبر
يلعب المختبر دوراً في النهوض بتعليم العلوم والهندسة والرياضيات في الولايات المتحدة الأمريكية، حيث يساهم المختبر في تدريب قرابة 1000 شخص كل عام من خريجي الكليات وباحثي ما بعد الدكتوراه. يعمل في المختبر 4000 شخص، من بينهم 1200 من العلماء والمهندسين. وتبلغ الميزانية السنوية للمختبر 750 مليون دولار (عام 2017).

## وصلات خارجية
- الموقع الرسمي لمختبر أرجون الوطني
- موقع وزارة الطاقة الأمريكية